# Hardtail
Een hardtail is een onafgeveerde achterbrug of achtervork van een motorfiets of fiets. De naam wordt ook gebruikt voor (chopper-) frames zonder achtervering, die in Engeland Rigid frame en hardtail end genoemd worden. In de fietswereld is de aanduiding hardtail het meest gebruikelijk bij mountainbikes.

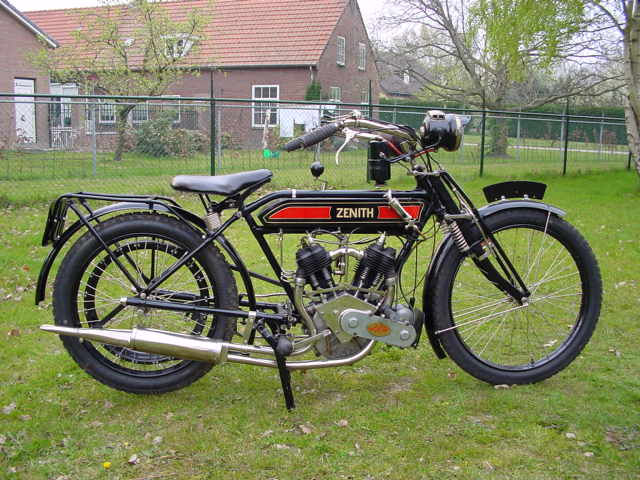
Een hardtail motorfiets werd vaak wat comfortabeler gemaakt met behulp van een zweefzadel, zoals bij deze Zenith Gradua uit 1912

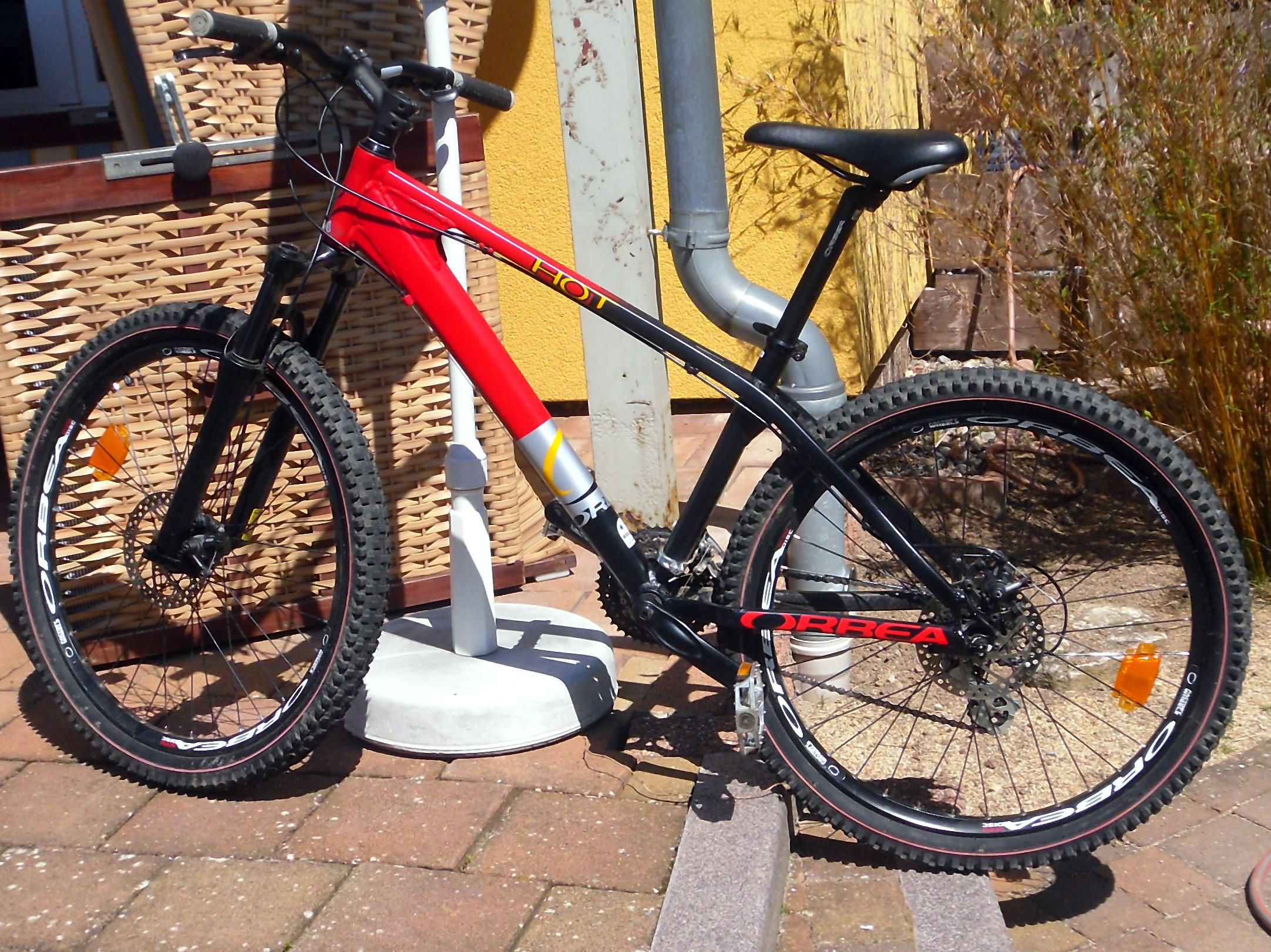
Een mountainbike in hardtail-uitvoering